# Heinrich Klassen

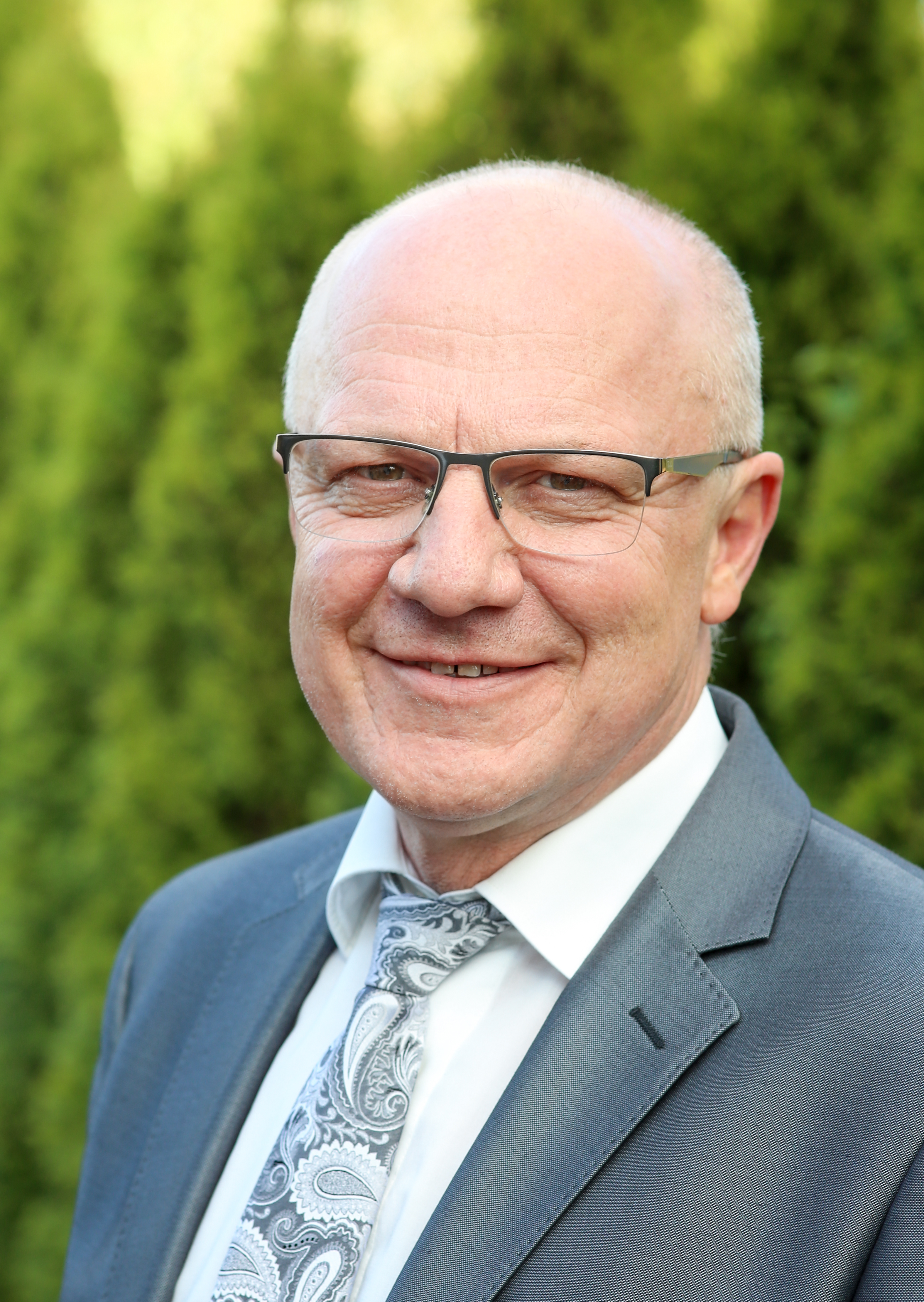
Heinrich Klassen

Heinrich Klassen (* 1. April 1961 in Jurga, Sibirien) ist leitender Gemeindepastor der Mennoniten-Brüdergemeinde Bielefeld, Leiter des Bundes evangelischer Freikirchen (Taufgesinnte Gemeinden) (BEFTG), Delegierter bei der International Community of Mennonite Brethren (ICOMB). Der promovierte Theologe ist seit zwei Jahrzehnten Gastdozent für praktische Theologie am Bibelseminar Bonn.

## Leben

### Kindheit und Familie
Heinrich Klassen wurde in der sibirischen Stadt Jurga, damals Teil der Sowjetunion, als Kind kriegsvertriebener Deutscher geboren. Er war das erste der sechs Kinder von David und Katharina Klassen. Er wuchs in Kirgistan, Sowjetunion auf, wo er mit seinen Eltern Gottesdienste einer Baptistengemeinde besuchte. Im Alter von 14 Jahren entschied er sich, nach eigenen Angaben, an Jesus Christus zu glauben. Auch habe er bereits in seiner Jugendzeit den Entschluss gefasst, eine theologische Ausbildung zu absolvieren.
Die Familie wanderte 1977 nach Deutschland aus.
Im Juli 1978 ließ sich Klassen im Alter von 17 Jahren taufen und wurde Mitglied der Mennoniten-Brüdergemeinde in Bielefeld.
Am 12. September 1982 heiratete er Lilli Wiebe. Das Ehepaar hat drei erwachsene Töchter.

### Ausbildung und Studium
Klassen absolvierte 1979–1982 eine kaufmännische Ausbildung in der Grundstücks- und Wohnungswirtschaft. 1982 begann er dann seine theologische Ausbildung an der Bibelschule Brake. Nachdem er die Bibelschule gemeinsam mit seiner Frau Lilli 1985 abgeschlossen hatte, studierte er 1988–1990 in Kalifornien am Fresno Pacific University Biblical Seminary Missionswissenschaften. Am 20. Mai 1999 promovierte er schließlich an der Universität von Südafrika (UNISA) in Pretoria in Theologie im Fachbereich Missiologie. 2001 wurde seine Doktorarbeit beim Lichtzeichen Verlag (ehemals Logos Verlag) publiziert.
Derzeit ist Klassen am Bibelseminar Bonn als Gastdozent für Praktische Theologie tätig und seit 2019 auch Mitglied des Vorstands.

### Wirken als Gemeindepastor
Am 25. August 1991 wurde Klassen zum Ältestendienst der Gemeinde berufen und als Gemeindeleiter bestätigt. Zu Beginn seines Dienstes lag seine Herausforderung darin, die unterschiedlichen Gruppen und Lager in der Gemeinde zu vereinen. In den früher 1990er Jahren kehrten viele Russlanddeutsche nach Deutschland zurück, die aus verschiedenen Gemeinden in der Mennoniten-Brüdergemeinde aufeinander trafen. Klassen ermöglichte trotz des Konfliktpotentials geordnete Diskussionen auf den Mitgliederversammlungen und setzte transparente Leitungsstrukturen ein.
Unter seiner Leitung wuchs die Gemeinde. Es wurden Tochtergemeinden in Oerlinghausen, Bielefeld-Brackwede, Nürnberg, Dortmund und in der Westtürkei gegründet. Die Mennoniten-Brüdergemeinde Bielefeld wurde 2000 um den Standort in Oldentrup und 2017 um den Standort in Schildesche erweitert.

### Vorstand des BEFTG
Seit 2013 ist Heinrich Klassen Bundesleiter und 2. Vorsitzender des Bundes evangelischer Freikirchen (Taufgesinnte Gemeinden). Zuvor hielt er das Amt des 1. Vorsitzenden inne.
Als Leiter des Bundes ist Klassen in 28 Ländern auf allen Kontinenten unterwegs, um andere Gemeinden zu besuchen, missionarisch tätig zu werden und an Seminaren und Kongressen teilzunehmen und mitzuarbeiten.
Außerdem ist er als BEFTG-Leiter auch Mitglied des Leitungskreises des Forums evangelischer Freikirchen (FeF).

### Mitarbeit bei ICOMB
Von 2001 bis 2004 trug Klassen maßgeblich dazu bei, dass ein Glaubensbekenntnis für die Mennoniten-Brüdergemeinden verfasst wurde. Er leitete die theologische Kommission der International Community of Mennonite Brethren (ICOMB), die mit dieser Aufgabe betraut war.
Außerdem war er von 2016 bis 2018 Vorsitzender von ICOMB, als welcher er auch die Leitung der größten Konsultation von ICOMB verantwortete. Diese fand in Thailand statt und es nahmen Mitgliedsbünde aus etwa 20 Ländern und Gäste aus 15 weiteren Ländern teil.

## Veröffentlichungen
- Wer glaubt und getauft wird Lichtzeichen Verlag, Lage 1997
- Der vielseitige Dienst von Diakonen Logos Verlag, Lage 1999
- ...Wenn ihr segnen wollt... Logos Verlag, Lage 2000
- Mission als Zeugnis: Zur missionarischen Existenz in der Sowjetunion nach dem zweiten Weltkrieg. Logos Verlag, Lage 2001
- Mission im Zeichen des Friedens. VTR Verlag für Theologie & Religionswissenschaften, 2003
- Gemeinsam schaffen wir das! H. & D. Klassen, Lichtzeichen Verlag, Lage 2008
- Wenn eine Gemeinde betet... Lichtzeichen Verlag, Lage 2011
- In memoriam Hans Kasdorf (1928-2011). The Mennonite quarterly review, 2011
- Ehe und Familie im Aufwind. Concept Leben, 2012